# 조제 호베르투 아우비스
조제 호베르투 아우비스(포르투갈어: Jose Roberto Alves, 1954년 12월 20일 ~ )는 브라질 출신의 전 축구 선수이다. K리그에서 등록명은 호세를 사용하였으며 공격수로 활약하였다. 당시 포항제철의 원료 공급사였던 브라질 CRVD 회사의 배려로포항제철 돌핀스 (현 포항 스틸러스)에 1983년 5월에 입단하여 1983 시즌 한 시즌 동안 시즌 통산 5경기 0득점-0도움 (정규리그 5경기 0득점-0도움)의 기록을 남겼다. 호세와 세르지오는 K리그 최초의 외국인 선수이다.